# Эдуард I (граф Савойи)
Эдуард I Либерал (фр. Édouard de Savoie, dit le Libéral; 8 февраля 1284, Боже — 4 ноября 1329, Жантильи) — граф Савойи, Аосты и Морьена с 1323 года. Старший сын Амадея V Савойского и Сибиллы де Боже.
Участвовал в военных действиях во Фландрии на стороне короля Филиппа IV, управлял Савойей, когда отец был в итальянском походе.
Став графом, потерпел поражение от Гига VIII Вьеннского в битве при Варе (1325 год). В 1328 году отличился в Кассельском сражении, когда воевал в составе армии французского короля Филиппа VI.
Эдуард разрешил евреям селиться, и отменил взимание платы за совершенные преступления. Он дал многие льготы и послабления, откуда его прозвище Либерал.
18 октября 1307 года он женился на Бланке Бургундской, дочери герцога Роберта II и Агнессы Французской. У них был один ребёнок — дочь Жанна (1310—1344), вышедшая замуж за герцога Бретани Жана III (1286—1341).
В 1320 году Эдуард осадил и взял замок Шато-Нёф.
После смерти Эдуарда свои права на наследство предъявила его дочь Жанна. Однако президент Генеральных штатов Савойи архиепископ Мутье-Тарантеза Бертран ей ответил, что по обычаям страны женщины никогда не наследуют корону, если в роду есть мужчины.
В результате графом стал Аймон — младший брат Эдуарда.